# میدلی
میدلی (به هلندی: Middelie) یک منطقهٔ مسکونی در هلند است که در زیوانگ واقع شده‌است. میدلی ۸٫۳۱ کیلومتر مربع مساحت و ۷۰۹ نفر جمعیت دارد.